# ENCODE
Enciklopedija DNK elemenata (ENCODE) je javni istraživački konzorcijum koji je uspostavio USA|američki Nacionalni istraživački institut ljudskog genoma (NHGRI) septembra 2003. Njegov primarni cilj je da se nađu svi funkcionalni elementi ljudskog genoma. Podaci generisani u okviru ovog projekta se deponuju u javne baze podataka.
Inicijalni rezultati projekta su objavljeni 5. septembra 2012. u koordiniranoj grupi od 30 članaka objavljenih u žurnalima Nature (6 publikacija), Genome Biology (18 publikacija), i Genome Research (6 publikacija). U publikaciji sa pregledom projekta se navodi da su poznate biohemijske funkcije za 80% ljudskog genoma. Znatan deo funkcionalne nekodirajuće DNK učestvuje u regulaciji ekspresije kodirajućih gena. Izražavanje kodirajućih gena je kontrolisano višestrukim rebulatornim mestima, koja mogu da budu locirana u blizini ili na znatnoj razdaljini od gena. Ovi resultati demonstriraju da je regulacija gena daleko kompleksnija nego što se ranije verovalo.

## Spoljašnje veze
- Званични веб-сајт
- [http://www.genome.gov/10005107
- [http://www.sanger.ac.uk/PostGenomics/encode/